# Duitse Argentijnen

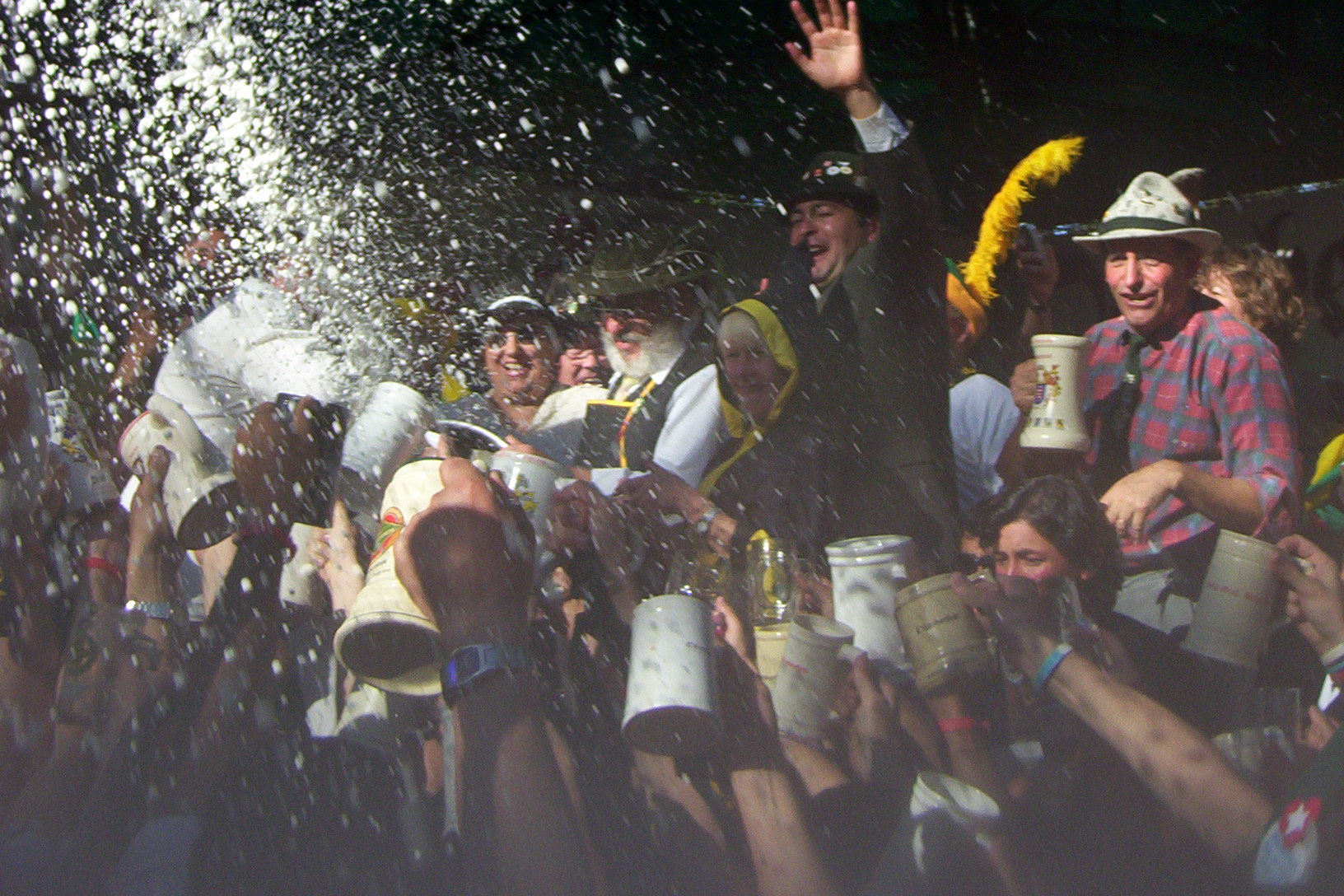
Oktoberfest (Villa General Belgrano, Córdoba)

Duitse Argentijnen (Spaans: germano-argentinos, Duits: Deutschargentinier) zijn inwoners van Argentinië van Duitse afkomst of met Duitse voorouders.

## Bekende Duitse Argentijnen
- Gabriel Heinze (voetballer)
- Cristina Fernández de Kirchner (Voormalig president van Argentinië)
- Margarita Stolbizer (politica)

## Galerij

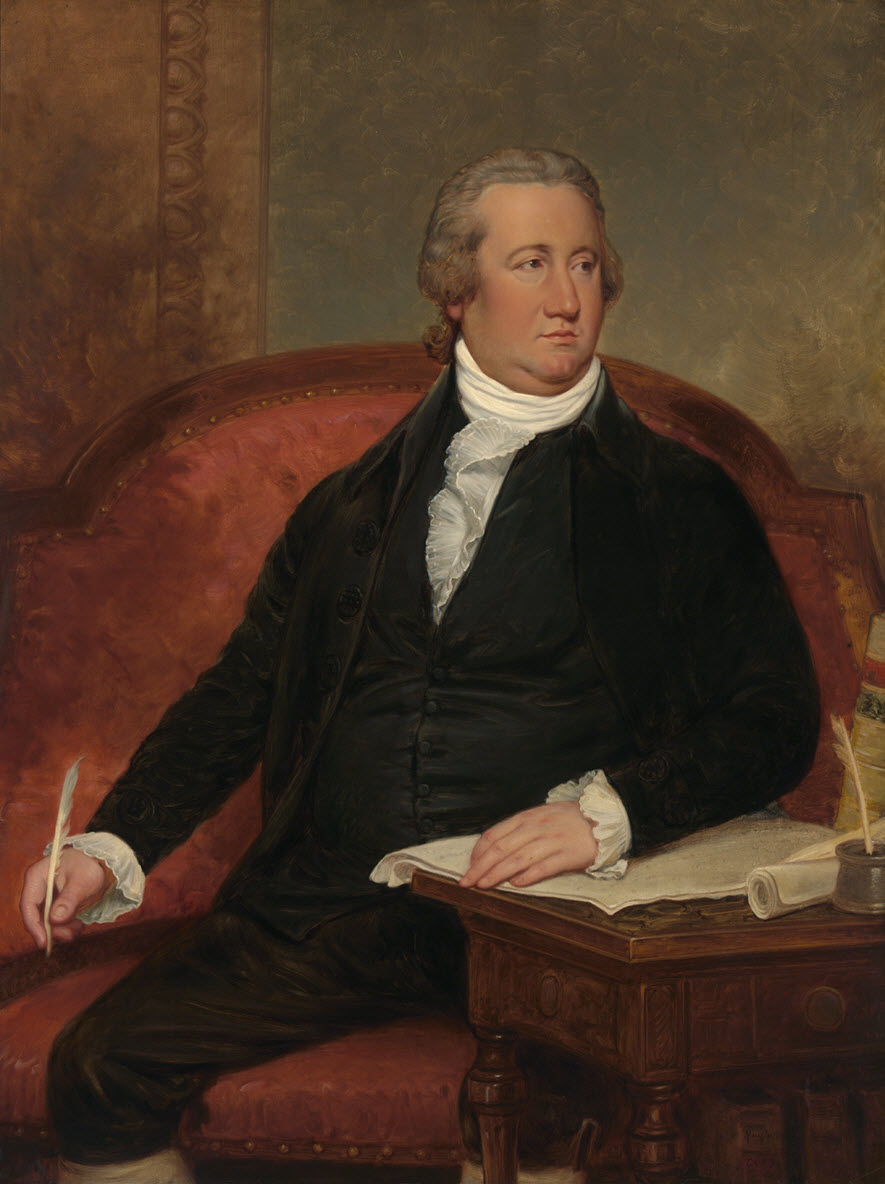
Frederick Muhlenberg
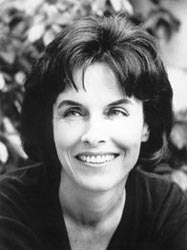
María Luisa Bemberg
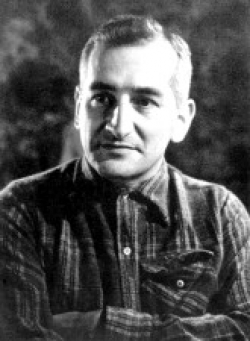
Héctor Germán Oesterheld
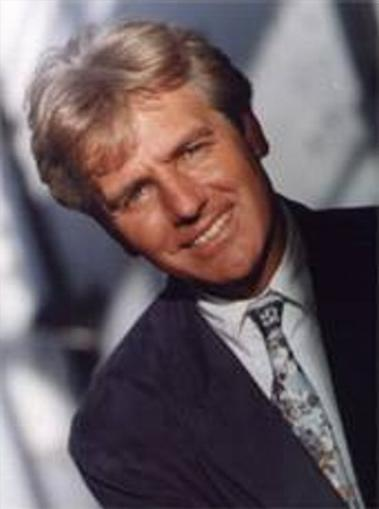
Sergio Denis
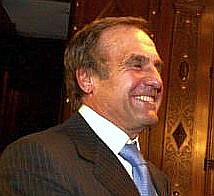
Carlos Reutemann
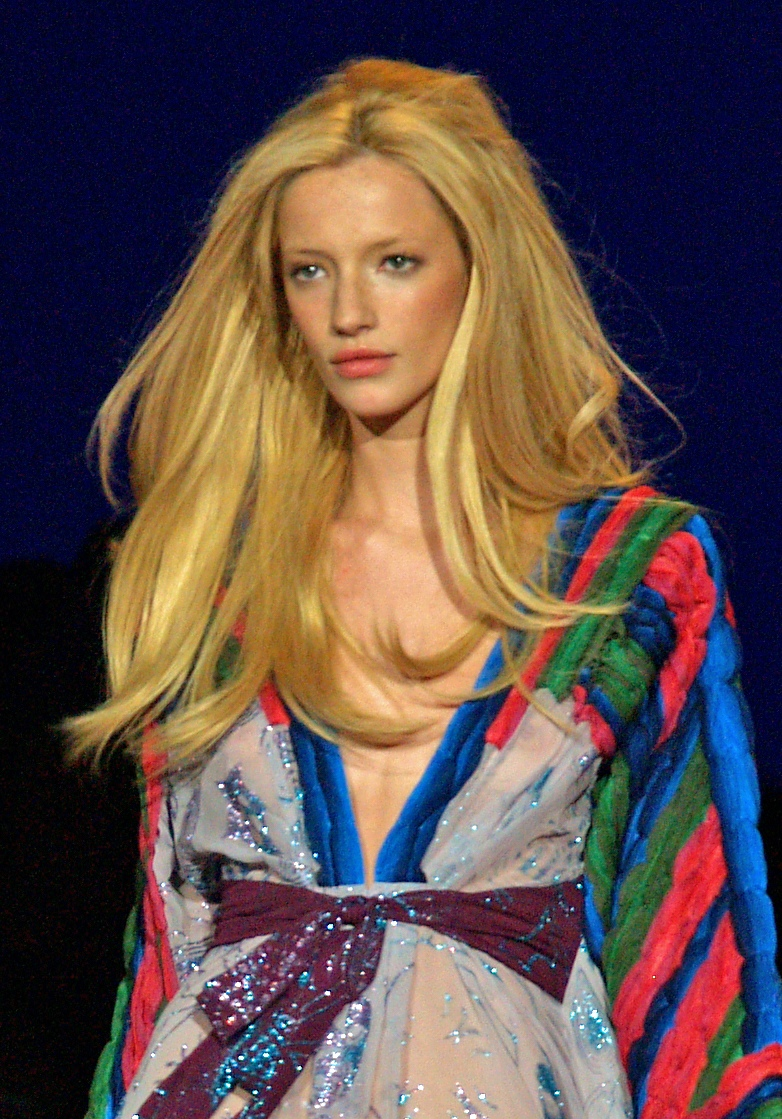
Milagros Schmoll
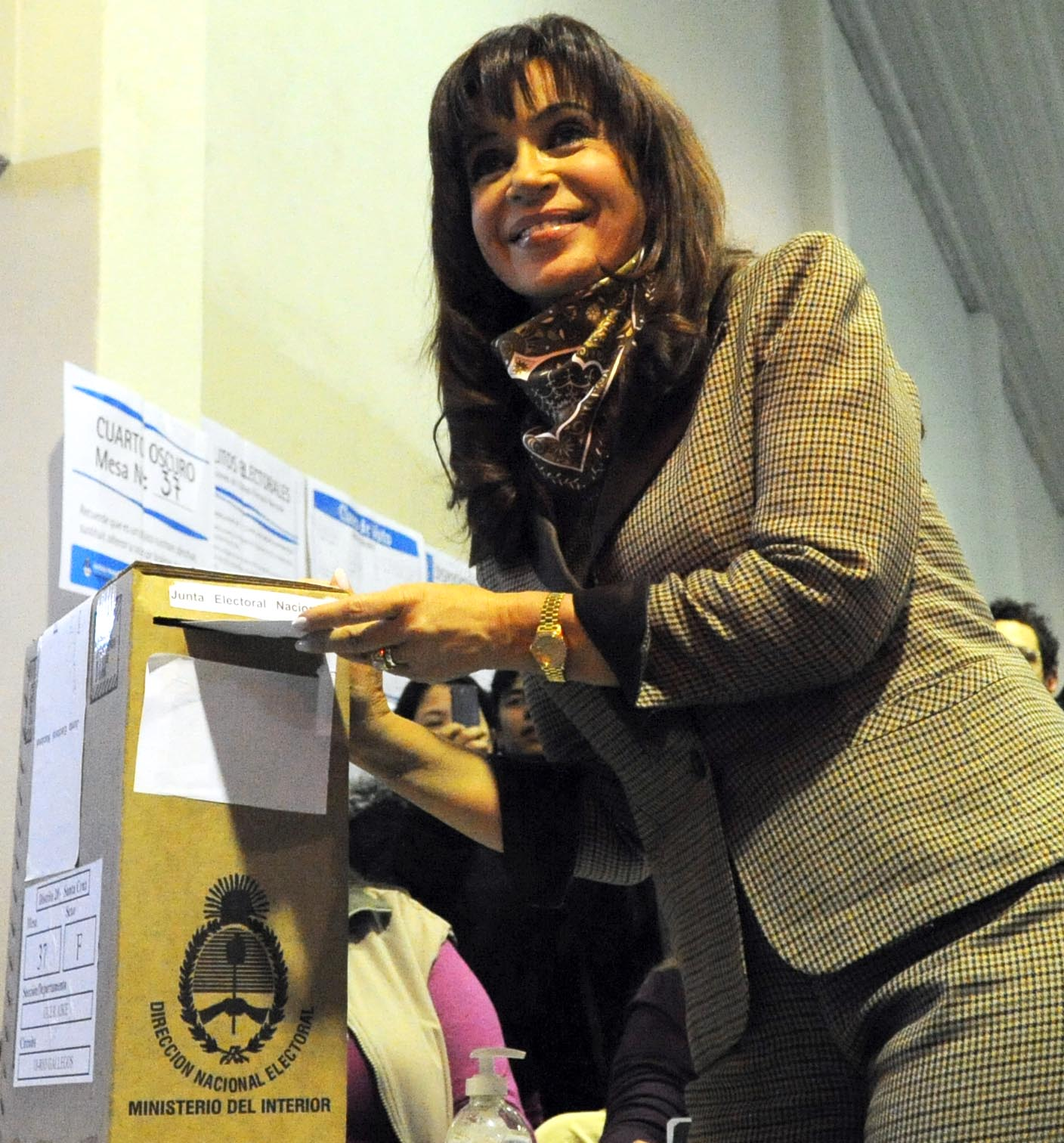
Cristina Kirchner
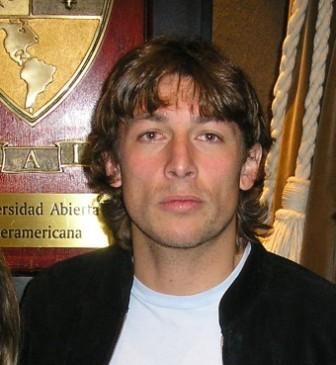
Gabriel Heinze
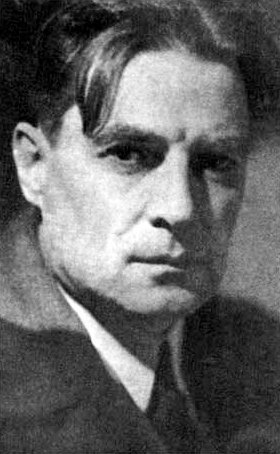
Roberto Arlt
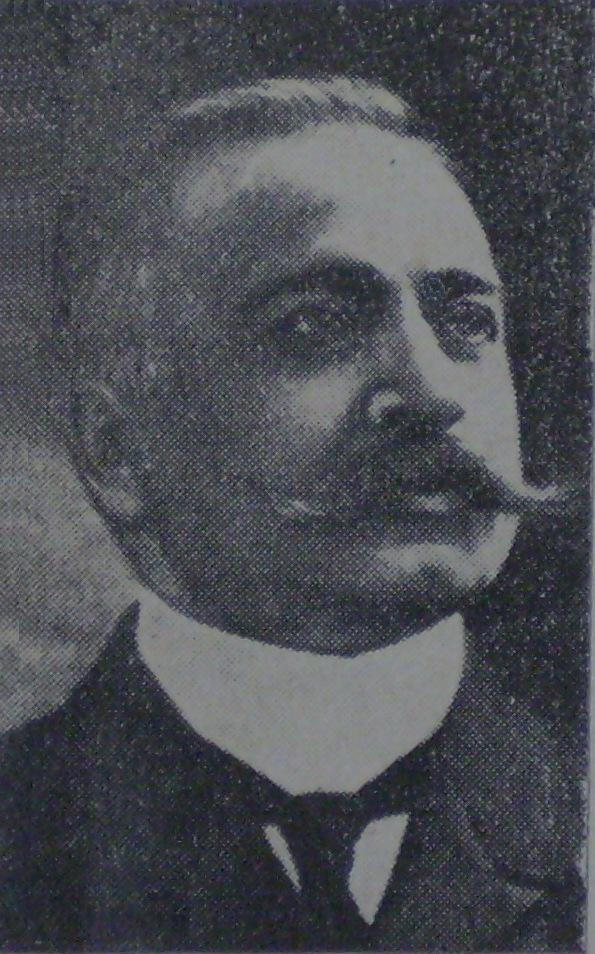
Otto Krause
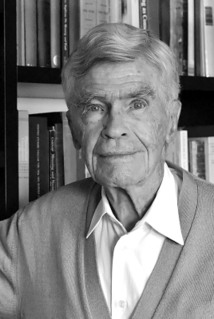
Mario Bunge
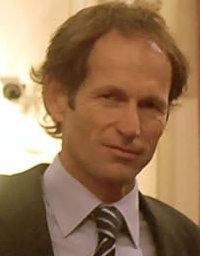
Santiago Lange